# Poecilopsis laricis
Poecilopsis laricis là một loài bướm đêm trong họ Geometridae.